# سلادانا بوب لازيتش
سلادانا بوب لازيتش (بالسيريلية الصربية: Слађана Поп-Лазић) مواليد 26 يوليو 1988 في بلغراد، هي لاعبة كرة يد صربية تلعب كمحور. مثلت منتخب بلادها.

## سجل المنافسة
شاركت في البطولات التالية:
- بطولة أوروبا لكرة اليد للسيدات 2010
- بطولة أوروبا لكرة اليد للسيدات 2012
- بطولة أوروبا لكرة اليد للسيدات 2016

## روابط خارجية
- سلادانا بوب لازيتش على موقع الاتحاد الأوروبي لكرة اليد (الإنجليزية)